# Lechenaultia hirsuta
Lechenaultia hirsuta är en tvåhjärtbladig växtart som beskrevs av Ferdinand von Mueller. Lechenaultia hirsuta ingår i släktet Lechenaultia och familjen Goodeniaceae. Inga underarter finns listade i Catalogue of Life.